# Rubus rufus
Rubus rufus är en rosväxtart som beskrevs av Wilhelm Olbers Focke. Rubus rufus ingår i släktet rubusar, och familjen rosväxter.

## Underarter
Arten delas in i följande underarter:
- R. r. longipedicellatus
- R. r. palmatifidus